# دانشگاه

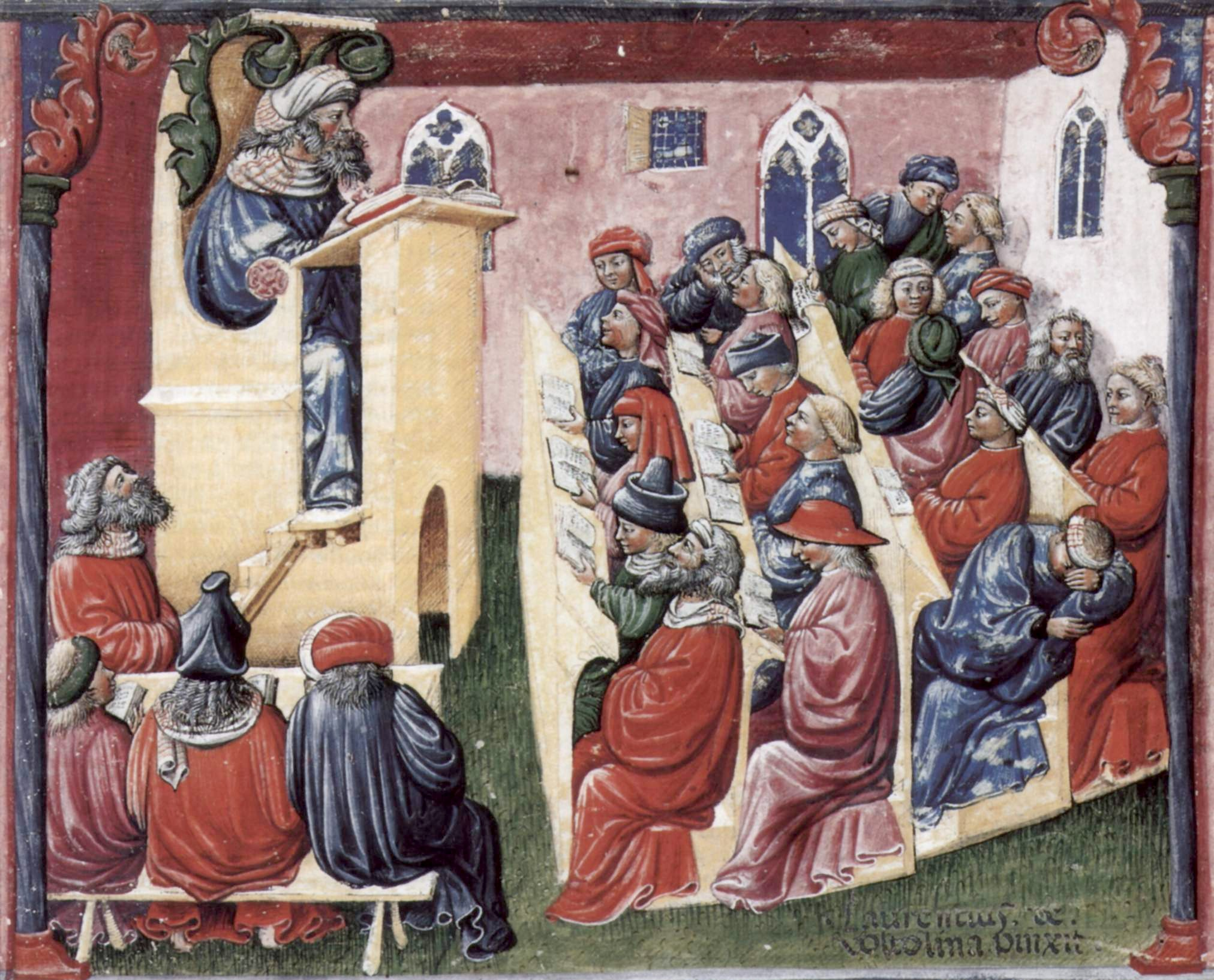
یک دانشگاه در نیمه دوم قرن چهاردهم میلادی

دانشگاه یا اونیورسیته (در افغانستان و ایران گذشته)، نهادی علمی‌ــ‌آموزشی است که در رشته‌های مختلف و برای سطوح علمی کاردانی، کارشناسی، کارشناسی ارشد و دکترا مدرک دانشگاهی ارائه می‌کند.
کهن‌ترین نهادی که به دانشگاه‌های امروزی شباهت داشت حدود شش‌ونیم سده پس از برپایی آکادمی افلاطون فعالیت می‌کرد. نظام دانشگاهی مدرن ریشه در دانشگاه در اروپای سده‌های میانه دارد که برای نخستین بار در ایتالیا ایجاد شد.

## تاریخچه

### دوران قدیم
دانشگاه بولونیا قدیمی‌ترین دانشگاه اروپا
دانشگاه کمبریج بنا شده در سده سیزدهم میلادی
دانشگاه سالامانکا قدیمی‌ترین دانشگاه فعال اسپانیا
با نگاه به تعریفی که از دانشگاه ارائه می‌شود، در این باره که کهن‌ترین دانشگاه دنیا کدام بوده بحث و جدل‌های بسیاری وجود دارد؛ اما به قطع و یقین، چنین مرکز آموزشی در تمدن‌های باستانی شرق شکل گرفته‌است. اگر دانشگاه را یک مؤسسه دانشجویی فرض کنیم، آکادمی افلاطون قدیمی‌ترین دانشگاه در غرب بوده‌است و سند تاریخی هم برای این ادعا وجود دارد. واژه لاتین "universitas" نخست در یونان باستان و روم باستان احیا شد و به کمک آن تلاش می‌کردند، ویژگی‌های آکادمی افلاطون را شرح دهند.
اگر دانشگاه را تنها یک مؤسسه آموزش عالی فرض کنیم، آن گاه می‌توانیم دانشگاه شانگیانگ در چین را که پیش از سده ۲۱ قبل از میلاد گشایش یافته بود، قدیمی‌ترین دانشگاه بنامیم؛ مشروط بر این که افسانه نباشد. دانشگاه قسطنطنیه (در عهد امپراتوری بیزانس) در سال ۸۴۹ میلادی به دستور قیصر بارداس (نایب السلطنه امپراتور میخائیل سوم) احیا گردید. این دانشگاه با داشتن فعالیت‌های پژوهشی و آموزشی، حفظ خودگردانی و استقلال آکادمیک عموماً به عنوان نخستین مؤسسه آموزش عالی با ویژگی‌های دانشگاهی امروزی شناخته می‌شود.
آموزش در دانشگاه نالاندا در ایالت بیهار در هند در سده ۵ پیش از میلاد برپا بوده و به دانش آموختگان آن مدرک دانشگاهی اعطا می‌شده‌است. سومین دانشگاهی که به تازگی ویرانه‌های آن را یافته‌اند، دانشگاه راتناجیری در اوریسا است. دانشگاه الازهر در قرن دهم در قاهره در کشور مصر گشایش یافت. شهرهای باستانی تکشاشیلا نالاندا، ویگراماسیلا و کانچیپورا در هند باستان مراکز بسیار مشهور آموزشی در خاور بوده‌اند که از سراسر آسیا دانشجو داشته‌اند. به ویژه نالاندا که مرکز معروف دانشگاهی بوداگرایی بوده و به همین دلیل هزاران اندیشمند و دانشجوی بودایی را از چین، شرق آسیا، آسیای مرکزی و آسیای جنوب شرقی جذب کرده و در کنار آن دانشجویان بسیاری از ایران و خاورمیانه را در خود جای داده بود. در آن زمان اعطای مدرک دانشگاهی چندان مرسوم نبود ولی موسسات آموزش عالی باستانی در چین آکادمیهای (شویان)، یونان، (آکادمی) و ایران نیز وجود داشتند.
مدرسه در سال ۳۸۷ قبل از میلاد توسط فیلسوف یونانی افلاطون در مجاورت آتن با نام آکادیموس تأسیس گردید و به دانشجویان خود فلسفه، ریاضیات و ژیمناستیک آموزش می‌داد و گاهی به عنوان دانشگاه در نظر گرفته می‌شود. دیگر شهرهای یونان با موسسات آموزشی قابل ملاحظه شامل (سرای بقراط) که آموزشگاه پزشکی داشت و هودز که آموزشگاه‌های فلسفه داشت، می‌باشند. مؤسسه کلاسیک بعدی موزه و کتابخانه اسکندریه است که از شهرت بسیاری برخوردار بوده‌است.
موسسات دانشگاهی شبیه به دانشگاه‌های مدرن در ایران و جهان اسلام نیز قبل از الازهر وجود داشته‌اند.
در چین باستان چند مؤسسه آموزش عالی وجود داشت که تقریباً نقشی همانند دانشگاه‌های جهان باختر را ایفا می‌کردند. چنین گفته می‌شود که در قرن ۲۱ پیش از میلاد در چین مؤسسه آموزشی عالی با نام شانگیانگ تأسیس شده (شانگ به معنی عالی و برتر و یانگ به معنی مدرسه‌است) که مؤسس آن شون (از ۲۳۵۷ تا ۲۳۰۷ ق. م) در عصر یویو می‌زیسته‌است. ممکن است مراکز آموزش عالی بر مدرسه امپریال مرکزی موسوم به پیونگ در زمان سلسله ژو (۱۰۴۶ تا ۲۴۹ قبل از میلاد)، تایخو در سلسله هان (۲۰۲ ق.م. تا ۲۲۰ پس از میلاد) و گوزیجیان در سلسله سوی تأثیر فراوانی گذاشته باشد. تاریخ دانشگاه نانجینگ به تأسیس آموزشگاه سلطنتی نانجینگ در سال ۲۵۸ بازمی‌گردد و دانشگاه سلطنتی نانجینگ به نخستین موسسه‌ای تبدیل شد که ترکیب آموزش و پژوهش را در ۵ دانشکده در سال ۴۷۰ ارائه می‌کرد. در هر سلسله فقط یک آموزشگاه سلطنتی مرکزی وجود داشت که آن نیز همیشه در مقر حکومت بود و بالاترین سطوح علمی را در آن ارائه می‌دادند. همچنین نوع دیگری از موسسات آموزشی موسوم به آکادمی‌های شویوان از قرن هشتم به بعد در عصر حکومت تانگ به وجود آمدند. این مراکز عموماً به صورت خصوصی اداره می‌شدند و دولت به برخی از آن‌ها کمک می‌کرد. هزاران شویواندر چین فعال بودند و مدارک تحصیلی آن‌ها با هم تفاوت داشت. ازمیان شویوان‌های پیشرفته می‌توان یولو شویان و بایلدونگ شویان را به عنوان مرکز آموزش عالی در نظر گرفت. در کشور چین باستان تمام امور امپراتوری را به مقامات تحصیل کرده و با سواد می‌سپردند و در زمان سلسله سوی (‎۵۸۱–۶۱۸) برای ارزشیابی و انتخاب افراد حکومتی یک آزمون برگزار می‌شد.
در عصر کارولنژی، شارلمانی نمونه‌ای از آکادمی‌ها را به نام آموزشگاه کاخ یا scola palatina در آخن واقع در آلمان امروزی تأسیس کرد. دانشگاه دیگری که امروزه آکادمی برکساگاتا نام دارد در سال ۷۹۸ توسط یکی از رهبران کارولینجیان تأسیس شده بود. دانشگاه در منطقه نویون که امروزه در خاک فرانسه واقع شده قرار داشت. به‌طور کلی می‌توان گفت که هدف اندیشمندان، اشخاص طبقه بالا، روحانیون و خود چارلیماگن این بود که کل جامعه به‌طور خاص، و فرزندان اشراف به‌طور عام آموزش ببینند تا شیوه مدیریت زمین‌ها و حفاظت از سرزمین خود را در برابر تجاوز و استفاده نادرست فرا گیرند.

### دانشگاه‌های قرون وسطی

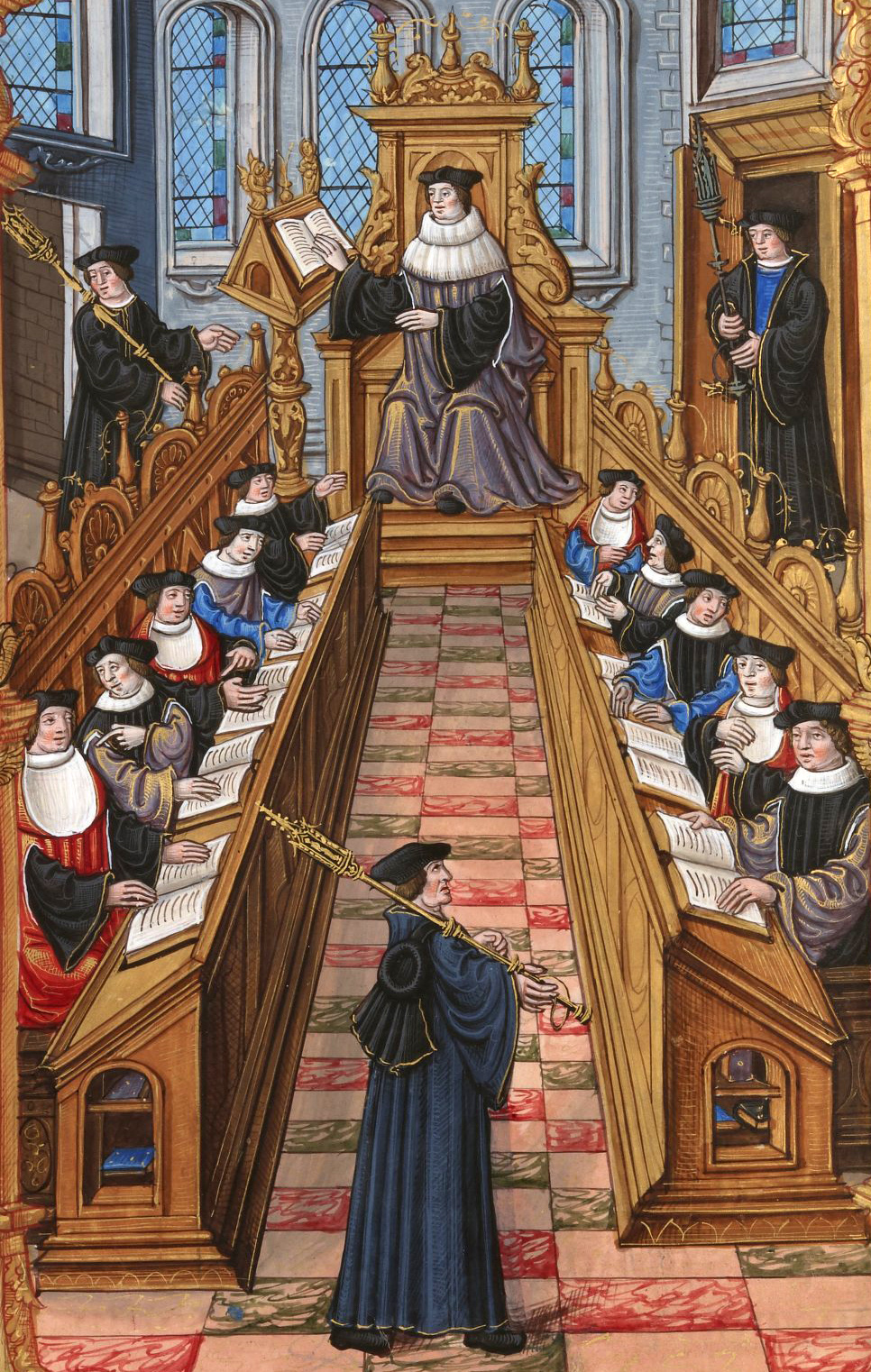
نگاره‌یی از کتابی خطی از سده شانزدهم میلادی از نشست دکترها در دانشگاه پاریس

نخستین دانشگاه اروپایی قرون وسطی دانشگاه ماگنورا در قسطنطنیه بود (که امروزه در استانبول ترکیه قرار دارد). این دانشگاه در سال ۸۴۹ در زمان سیطره امپراتوری بارداس و میخائیل سوم تأسیس شد و پس از آن در قرن نهم دانشگاه سالرنو، در سال ۱۰۸۸ دانشگاه بولونیا (ایتالیا) و در سال ۱۱۵۰ دانشگاه پاریس در فرانسه (بعداً با دانشگاه سوربن ادغام شد) بنا شدند. بسیاری از دانشگاه‌های قرون وسطی تحت سیطره کامل کلیسای کاتولیک و پاپ‌ها بودند. در اوایل قرون وسطی بیشتر دانشگاه‌های نو از مدارس و آموزشگاه‌های پیشین منشعب شدند به ویژه این که گرایش زیادی برای تبدیل شدن به مراکز آموزش عالی داشتند. بسیاری از مورخان معتقدند این دانشگاه‌ها تداوم همین علائق معابد به تحصیل بوده‌اند.

### تدریس
برنامهٔ عمومی دانشگاه‌های قرون‌وسطی شامل مواد هفتگانهٔ صرف‌ونحو، بلاغت، منطق، حساب، هندسه، موسیقی و هیئت بود. بعضی از کتب ارسطو مانند ارغنون و اخلاق نیکوماخوسی، سیاست نیز تدریس می‌شد. در پزشکی کتب بقراط و جالینوس و ابن سینا (قانون در طب) مهم‌ترین درس بود. در الاهیات نیز کتاب عقاید، تألیف پیتر لمبارد، مهم‌ترین درس بود و تورات و انجیل را نیز می‌آموختند. در دانشکدهٔ حقوق نیز مجموعهٔ قوانین ژوستینین یکم، موسوم‌به بدنه قانون مدنی، و مجموعهٔ قوانین و مقررات و نظامات مربوط به کلیسا تدریس می‌شد.
روش تعلیم بدین قرار بود که استاد متن کتاب را، که به زبان لاتین بود، با حواشی و معلقات و شرح آن با کمال تأنی می‌خواند و به‌زبان لاتین بیان می‌کرد و توضیح می‌داد و تکرار می‌کرد و از خود نیز عقایدی اظهار می‌نمود و دانشجویان می‌بایستی از بیانات او یادداشت بردارند و آن را فراگیرند. از این‌رو، پیش از ورود به دانشگاه می‌بایستی زبان لاتین را آموخته باشند. مباحثه و جدل میان دانشجویان نیز از لوازم تحصیل بود. تمام آموزش‌ها به زبان لاتین داده می‌شد و از دانشجویان و دانش‌آموزان انتظار می‌رفت بدان زبان تکلم کنند.
در اروپا مردان جوان پس از پایان تحصیلات در مقطع سوم (مقدمات دستور زبان، کلام و منطق) و مقطع چهارم به ادامه تحصیل در دانشگاه می‌پرداختند و در رشته‌های دستور زبان، منطق، هندسه، مثلثات، ریاضیات، موسیقی و نجوم درس می‌خواندند.
در مالی (غرب آفریقا) دانشگاه اسلامی سنکور (در سال ۹۸۹) تأسیس شد ولی فاقد مدیریت مرکزی بود؛ در واقع این دانشگاه از مجموعه‌ای از دانشکده‌های مستقل تشکیل شده بود که هر یک توسط یک اندیشمند یا استاد اداره می‌شدند. کلاس‌ها در فضای باز مساجد یا اماکن خصوصی تشکیل می‌شدند. موضوعات اصلی تدریس عبارت بودند از قرآن، مطالعات اسلامی، حقوق و ادبیات.
درکنار آن‌ها دروس پزشکی و جراحی، نجوم، ریاضیات، فیزیک، شیمی، فلسفه، زبان و زبان‌شناسی، جغرافیا، تاریخ و هنر هم ارائه می‌شد. دانشجویان در کنار درس، زمانی را هم به آموزش اخلاق و بازرگانی اختصاص می‌دادند. اماکن تجاری مدرسه دوره‌هایی را در مورد تجارت، قالیبافی، کشاورزی، ماهیگیری، بنایی، کفاشی، خیاطی و دریانوردی ارائه می‌کردند. گفته می‌شود که آزادی فکری دانشگاه‌های غربی تحت تأثیر دانشگاه‌هایی مانند سنکور و قرطبه (اسپانیای مسلمان) بوده‌است.
حفظ قرآن و آموزش زبان عربی برای دانشجویان الزامی بود. زبان رسمی تدریس در دانشگاه و همچنین زبان بازرگانی تیمبوکتو زبان عربی بود. به جز تعداد کمی دست نوشته به زبان‌های سونگای و دیگر زبان‌های غیر عربی، تمام ۷۰۰۰۰ نسخه باقی‌مانده از آن عصر به زبان عربی هستند. (بنیاد الفرقان در لندن یک فهرست ۵ جلدی از این آثار منتشر کرده که در کتابخانه احمد بابا موجود است)
دانشجویان این دانشگاه نیز همچون سایر دانشگاه‌های اسلامی از سراسر دنیا پذیرش می‌شدند. در حدود قرن ۱۲ بود که این دانشگاه ۲۵۰۰۰ دانشجو را در شهری ۱۰۰۰۰۰ نفری در خود جای داده بود. این دانشگاه به خاطر استانداردهای بالا و سختگیری در پذیرش دانشجو مشهور بود.

### دانشگاه‌های مدرن دوران نخست

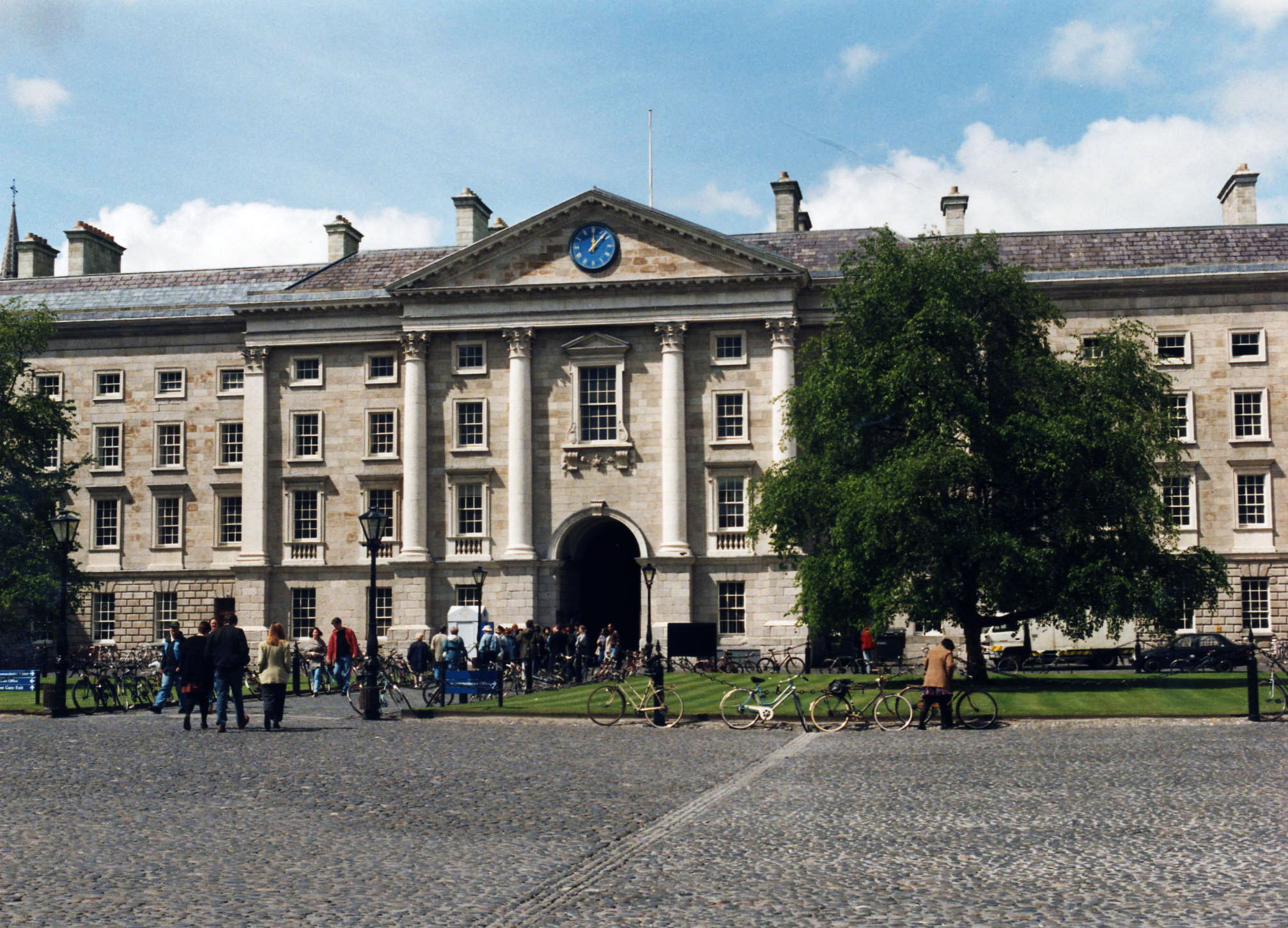
دانشگاه دوبلین بنا شده در سال ۱۵۹۲ میلادی

در دوران مدرن نخستین (از حدود اواخر سده پانزدهم تا ۱۸۰۰ میلادی) دانشگاه‌های اروپا شاهد حجم عظیمی از رشد، تولید و تحقیق نوآورانه بودند. در پایان قرون وسطی، حدود ۴۰۰ سال پس از تأسیس نخستین دانشگاه اروپایی، بیست و نه دانشگاه در سرتاسر اروپا وجود داشت. در سده پانزدهم بیست و هشت دانشگاه جدید تأسیس شدند و بین سال‌های ۱۵۰۰ تا ۱۶۲۵ هجده دانشگاه دیگر تأسیس شدند. این سرعت رشد تا پایان سده ۱۸ام ادامه داشت و در پایان سده ۱۸ام ۱۴۳ دانشگاه در اروپا وجود داشتند و بیشترین تراکم دانشگاه مربوط بود به کشورهای امپراتوری آلمان، کشورهای ایتالیایی، فرانسه و اسپانیا بود.
رشد دانشگاه‌ها الزاماً یک رشد یکنواخت نبود و سده ۱۷ام پر از رویدادهایی بود که تأثیر منفی در تکثیر دانشگاه‌ها گذاشت. جنگ‌های مختلف به ویژه جنگ سی‌ساله فضای دانشگاه را در دوره‌های مختلف در اروپا برهم زد. جنگ، طاعون، گرسنگی، شاه‌کُشی و تغییر در قدرت و ساختار مذهبی اغلب تأثیرات منفی بر جوامعی داشتند که از دانشگاه حمایت می‌کردند.

### دانشگاه‌های مدرن

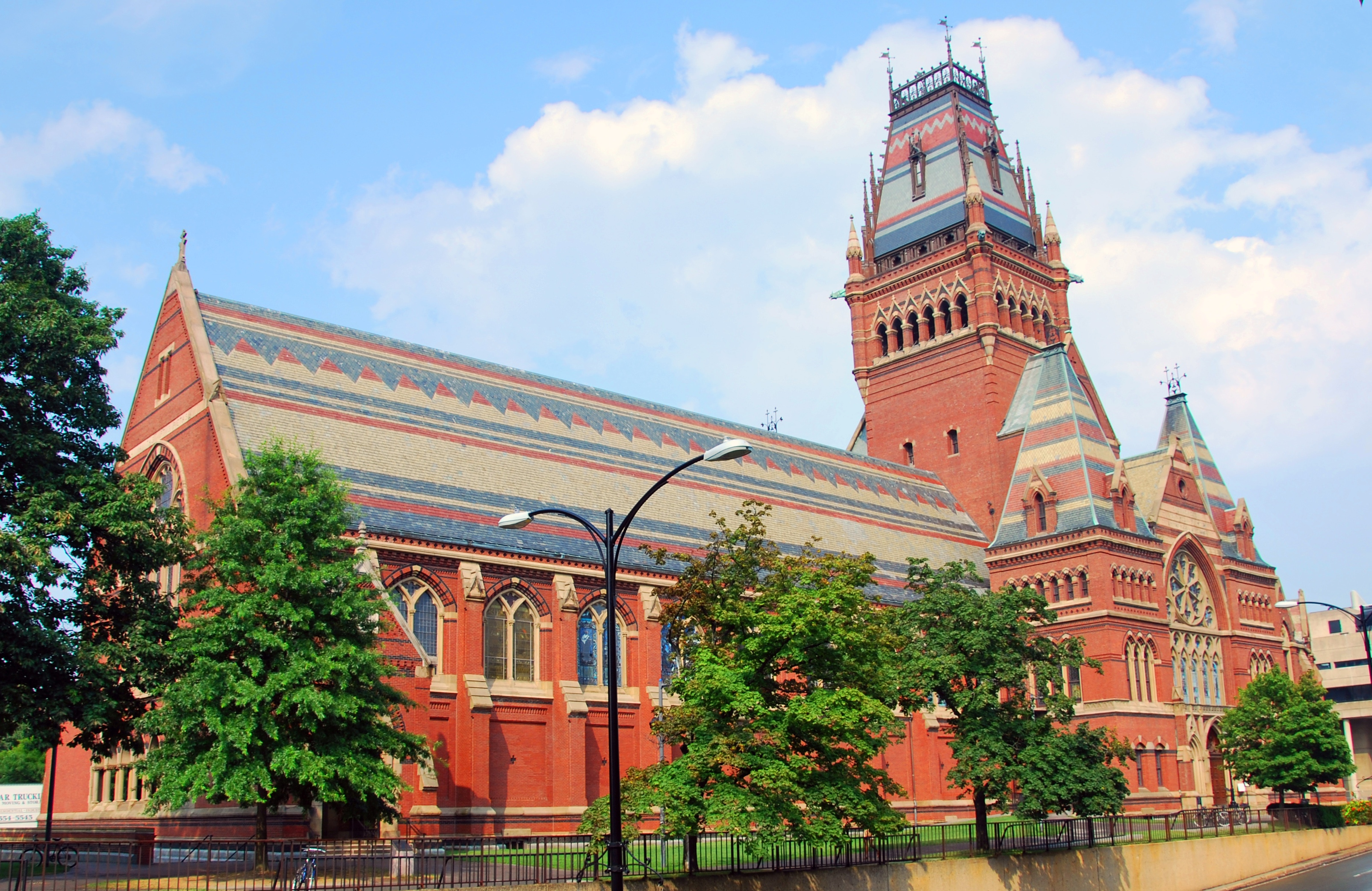
دانشگاه هاروارد معتبرترین دانشگاه جهان

در سده ۱۸ام دانشگاه‌ها ژورنال‌های دانشگاهی منتشر کردند و از سده ۱۹ام دانشگاه‌هایی در آلمان و فرانسه به عنوان الگو مد نظر قرار گرفتند. مدل آلمانی یا مدل هومبولتی توسط ویلهلم فون هومبولت شروع به کار کرد و به آزادی، سمینار (درس بدون استاد) و آزمایشگاه در دانشگاه‌ها اهمیت می‌داد. مدل فرانسوی دانشگاه، از نظم و انضباط سختی برخوردار بود و بر روی تمام جنبه‌های دانشگاه کنترل داشت.
در سده‌های ۱۹ام و ۲۰ام دانشگاه‌ها به علم بسیار اهمیت دادند و به سرعت در دسترس توده مردم قرار گرفت.

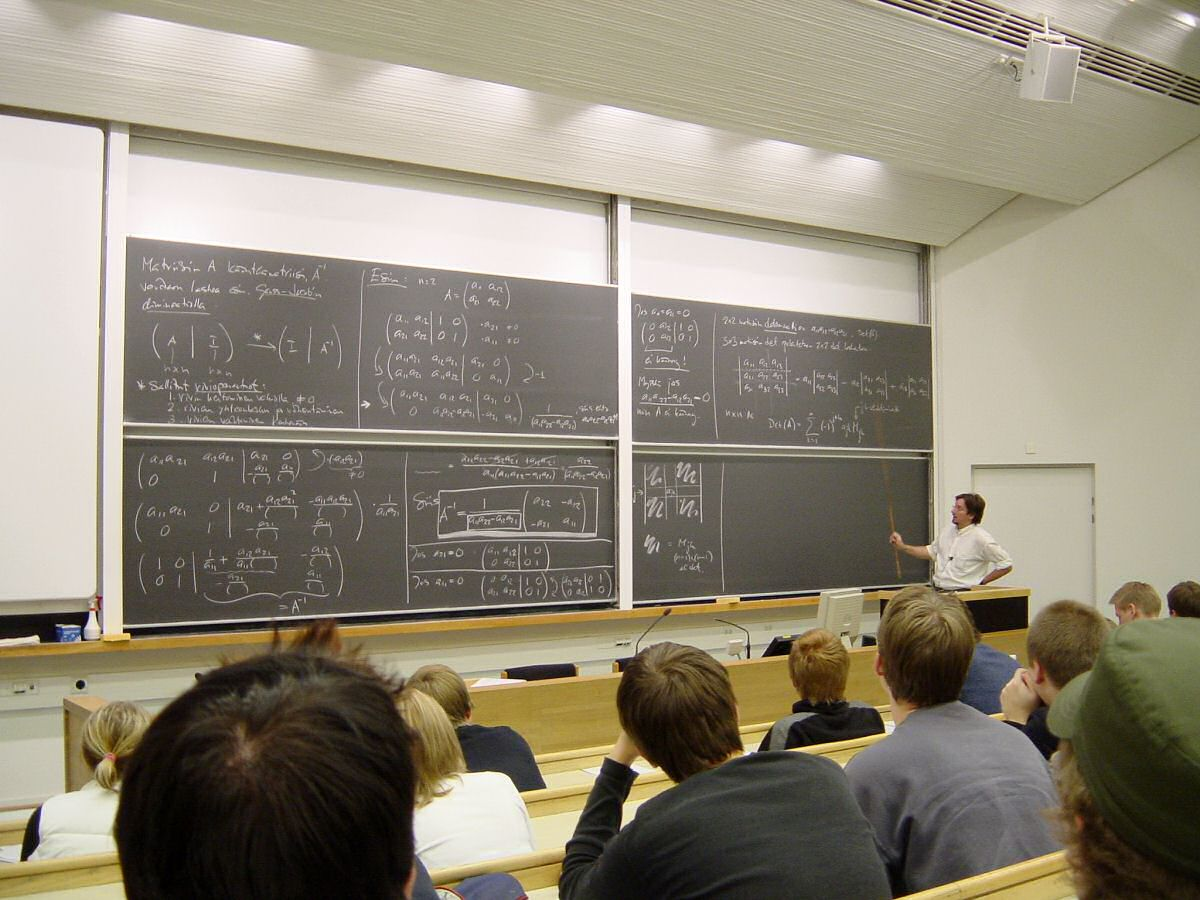
استادی در کلاس درس دانشگاه صنعتی هلسینکی

پس از انقلاب فرهنگی ایران دانشگاه‌ها هدف اسلامی‌سازی قرار گرفتند. عملاً دانشگاه‌های مدرن ایران محل فعالیت‌های سیاسی شده بود. پیش از شروع انقلاب فرهنگی، دانشگاه‌های ایران، از مهم‌ترین کانون‌های اصلی حضور مخالفان علیه نظام جمهوری اسلامی بودند و وضعیت آن‌ها از دست حکومت خارج شده‌بود. یک سال پس از انقلاب، دانشگاه‌ها به کانون اصلی اپوزیسیون مخالف جمهوری اسلامی و محلی برای یارگیری تشکیلاتی این گروه‌ها از جمله سازمان چریک‌های فدایی خلق ایران و سازمان مجاهدین خلق تبدیل شده بود.

## آینده

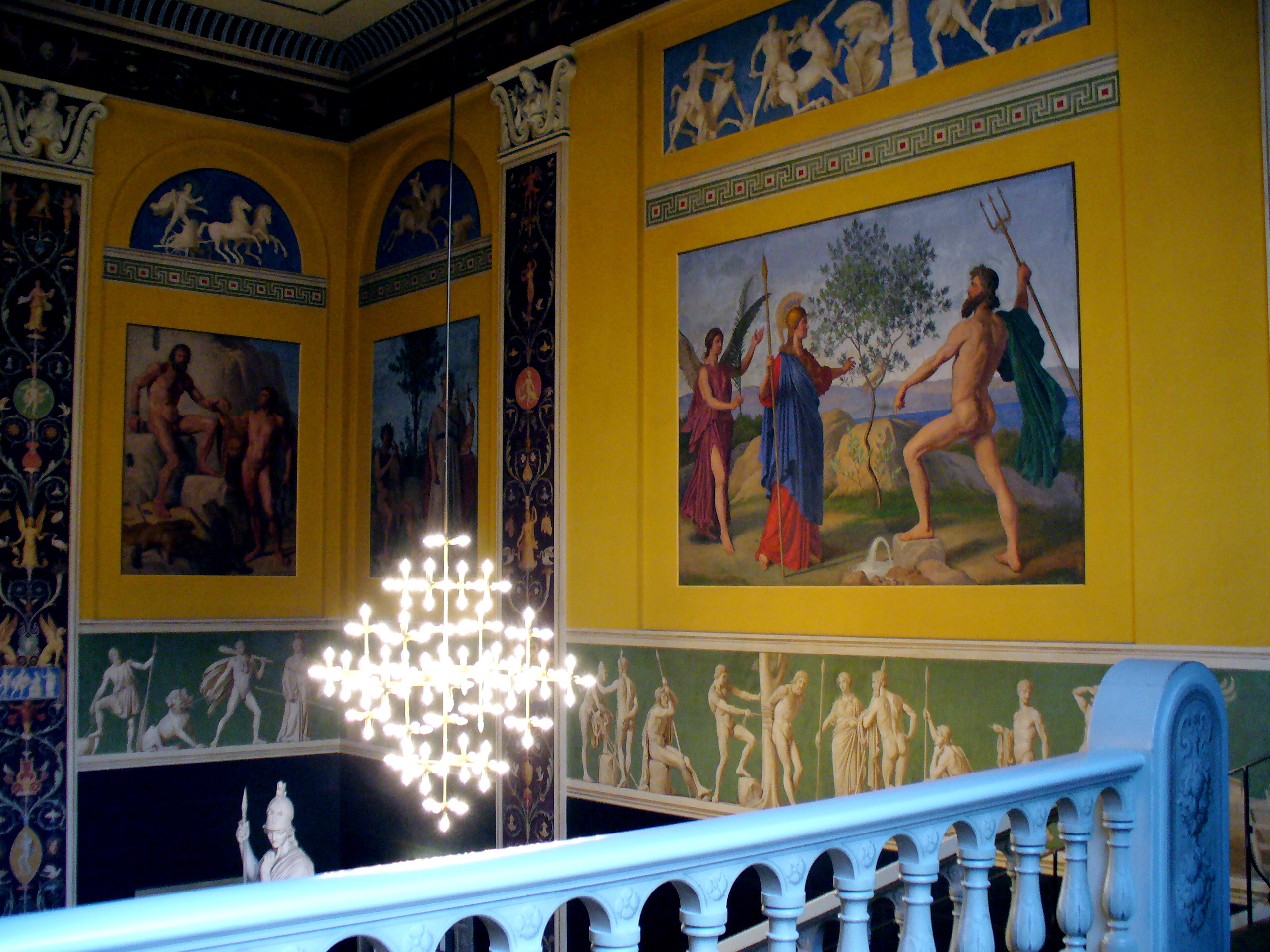
دانشگاه کپنهاگ در کپنهاگ، دانمارک

آینده دانشگاه‌های امروزی به صورت ساختمانی سنتی از خشت و گل به چند دلیل در هاله‌ای از ابهام قرار دارد. یک مؤسسه اروپایی یا مسیحی ویژه نخبگان در حرکت به سوی مدل آموزشی همگانی مشکلات قابل توجهی داشته‌است. این مدل باید به دنبال افزایش سطح کیفی پرورش نخبگان و دستیابی به حقایق عینی باشد. استنلی آرونویتز در مطالعه دانشگاه‌های آمریکا پس از جنگ جهانی دوم («کارخانه دانش») می‌گوید که دانشگاه‌های آمریکا تحت تأثیر مسائل مربوط به اشتغال، فشار بر دانشگاه‌هایی که زمین آن‌ها موقوفه‌است، و بی‌توجهی سیاست‌مداران و عدم آگاهی دانشگاه‌ها از نیازهای جامعه بوده‌اند. به صورت نظری‌تر بیل ریدینگز (مرحوم) در مطالعه ۱۹۵۵ خود با عنوان «ویرانی دانشگاه‌ها» تصریح می‌کند که دانشگاه‌های جهان به‌طور ناامیدکننده‌ای در اثر جهانی‌سازی و بی‌ارزشی تعالی بوروکراتیک تغییر کرده‌اند. وی معتقد است که دانشگاه‌ها به زندگی مصرف گرایانه و ویرانگر خود ادامه می‌دهند تا ما به فکر آموزش‌های پیشرفته فراملی بیفتیم که فراتر از مسائل ملی و سازمانی حرکت می‌کنند.
جنبش در حال گسترشی به نام دانشگاه عصر سوم (U3A) شکل گرفته‌است که شامل گروه‌های کوچک، مستقل و خود مختار از اندیشمندان بازنشسته و دیگر کسانی است که برای خودشان مطالعه می‌کنند؛ این دانشگاه‌ها خیریه هستند و هیچ گونه مدرک یا گواهی نمی‌دهند: دانشگاه به شکل باستانی، یعنی مجموعه‌ای از اندیشمندان. دامنه مطالعات U3A فراتر از محدوده دانشگاه‌هاست و شامل اغلب رشته‌های فیزیکی و ذهنی است که برای افرادی که در «عصر سوم» زندگی خود قرار دارند مفید است.

## سازمان

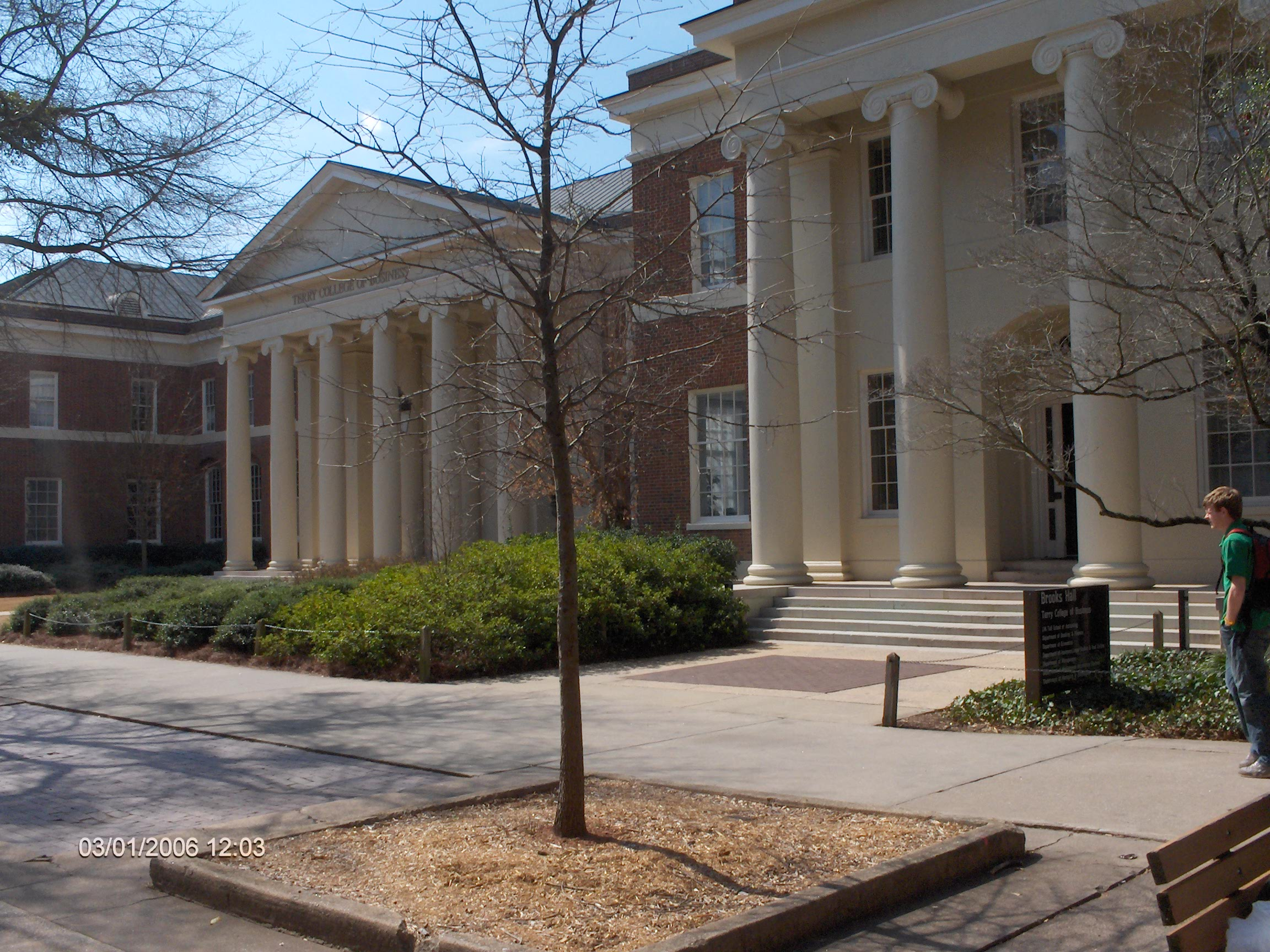
بروکز هال، کالج بازرگانی Terry در دانشگاه جرجیا در آتن، جورجیا (ایالات متحده)

اگر چه هر نهاد و موسسه‌ای از سازماندهی ویژه خود برخوردار است، ولی دانشگاه‌ها تقریباً همگی از یک هیئت امنا، یک رئیس، دستکم یک معاون و رؤسای قسمت‌های گوناگون تشکیل شده‌اند که تصمیم‌گیری‌های گوناگون را عملی می‌سازند. دانشگاه‌ها معمولاً به تعدادی گروه علمی درون دانشکده تقسیم می‌شوند. سیستم‌های دانشگاه دولتی توسط نهادهای آموزش عالی دولتی اداره می‌شوند. این نهادها درخواست‌های مالی و پیشنهادهای بودجه‌ای را بررسی و پس از تصویب، بودجه یاد شده را به دانشگاه تخصیص می‌دهند. این نهادها همچنین برنامه‌های نو آموزشی را تأیید و برنامه‌های جاری را لغو یا اصلاح می‌نمایند. به علاوه تدابیر لازم را برای توسعه هماهنگ آموزش عالی در سطح کشور اتخاذ می‌کنند. اما بسیاری از دانشگاه‌های دولتی در دنیا تا حدی از استقلال مالی، پژوهشی و آموزشی برخوردارند. دانشگاه‌های خصوصی بودجه خود را از دولت دریافت نمی‌کنند و در اتخاذ سیاست‌های خود استقلال بیشتری دارند.
هر چند سیاست‌های متغیر یا استانداردهای فرهنگی و اقتصادی در نواحی جغرافیایی گوناگون سبب ایجاد عدم توازن شدید بین دانشگاه‌های گوناگون جهان و حتی دانشگاه‌های یک کشور شده‌است، اما معمولاً دانشگاه‌های هر جامعه در میان موسسات پژوهشی و آموزشی پیشرو آن جامعه قرار دارند.
اغلب دانشگاه‌ها در کنار ارائه دروس علوم طبیعی، مهندسی، معماری، پزشکی، مدیریت ورزش، علوم اجتماعی، حقوق یا علوم انسانی، امکانات رفاهی خاصی را مانند غذا خوری، بانک، مراکز تایپ و چاپ، مراکز شغلی و بوفه‌ها را برای دانشجویان خود فراهم می‌آورند. به علاوه بیشتر دانشگاه‌های بزرگ کتابخانه، مراکز ورزشی، رستوران، باغ گیاه‌شناسی، رصد خانه ستاره‌شناسی، بیمارستان دانشگاهی و کلینیک، آزمایشگاه‌های رایانه، آزمایشگاه‌های علمی و مراکز رشد بازرگانی ویژهٔ خود را دارند.

## دانشگاه‌های سراسر جهان

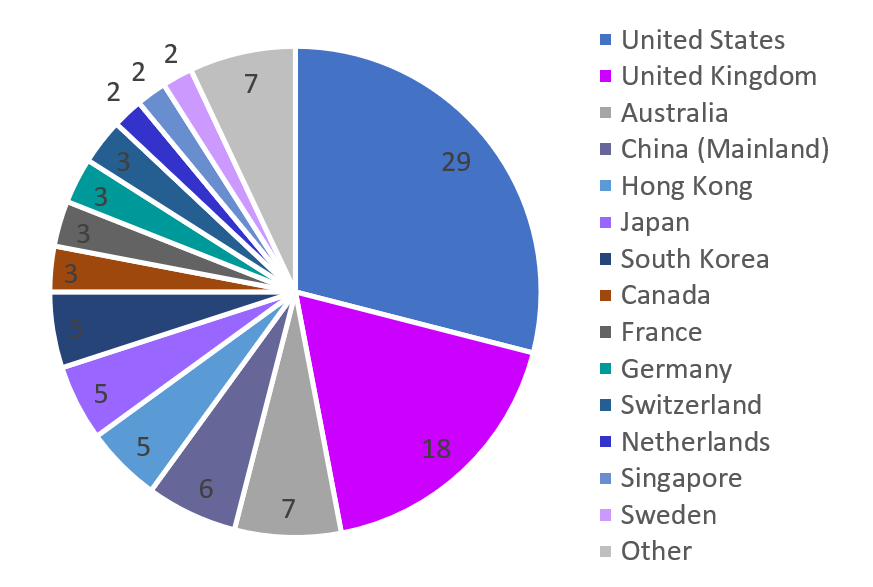
نمودار پای کشورها در رتبه‌بندی دانشگاهی کیواس

روش‌های تأمین بودجه و سازمان دانشگاه‌ها در کشورهای گوناگون جهان بسیار متفاوت هستند. در برخی کشورها بودجه از سوی دولت تأمین می‌شود و در برخی از کشورها از شهریه‌های دانشجویان و کمک‌های مردمی استفاده می‌شود. در برخی کشورها افراد در مناطق خود به دانشگاه می‌روند و در برخی از کشورها دانشگاه‌ها از سراسر دنیا دانشجو پذیرش می‌کنند و امکانات اقامتی در اختیار دانشجویان قرار می‌دهند.

## پذیرش دانشجو

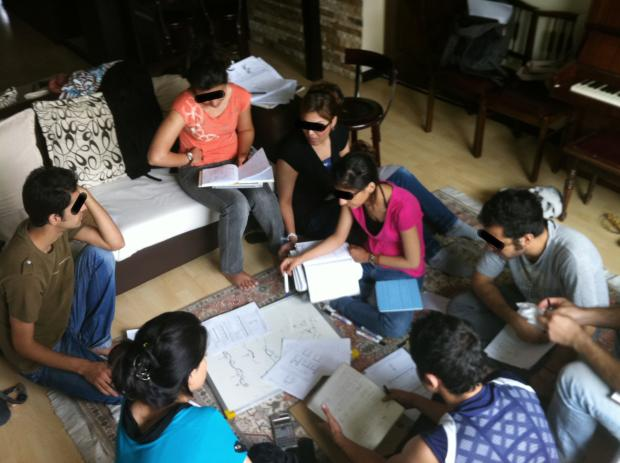
برخی از دانشجوهای ایرانی درحال همکاری

سیستم‌های پذیرش و ساختارهای دانشگاهی در سراسر جهان تفاوت‌های زیادی با هم دارند (به سیستم پذیرش دانشگاه‌ها مراجعه کنید). این تفاوت‌ها در کشورهایی که دانشگاه‌های‌شان نقش کالج‌های اجتماعی را ایفا می‌کنند (مانند اروپا و ایالات متحده) محسوس‌ترند. دانشجویان یا از طریق پرداخت مبالغی پول به عنوان شهریه در دانشگاه پذیرفته می‌شوند یا از طریق آزمونی به‌نام کنکور.

### پذیرش دانشجو با اخذ شهریه
دانشجویان پولی، طبقه‌ای ویژه، در دانشگاه‌ها هستند که به علت ثروتمند بودن، امکانات در اختیارشان قرار می‌گیرد. این دانشجویان، زیر نظر بهترین استادان، مشغول به تحصیل هستند. مسئولان دانشگاهی، صرفاً به علت کسب درآمد اقدام به چنین کاری می‌کنند.
هرچند که دانشگاه، قابل تقلیل به یک بنگاه اقتصادی یا یک شرکت سهامی نیست. (زیرا که دانشگاه، ابعاد غیرانتفاعی، غیر بازاری و ویژگی‌های اجتماعی و فرهنگی خاصی دارد و پاسخ‌گویی دانشگاه، صرفاً، پاسخ‌گویی به تقاضای بازارها نیست، بلکه مسئولیت اجتماعی پاسخ‌گویی به مسائل فرهنگی جامعه را نیز عهده‌دار است) ولیکن، برخی دانشگاه‌های خصوصی، اقدام به پذیرش چنین دانشجویانی می‌کنند.

### پذیرش از طریق کنکور
کنکور نام آزمونی است که در بسیاری کشورها برای پذیرش دانشجو برگزار می‌شود.

## کاربردهای محاوره‌ای

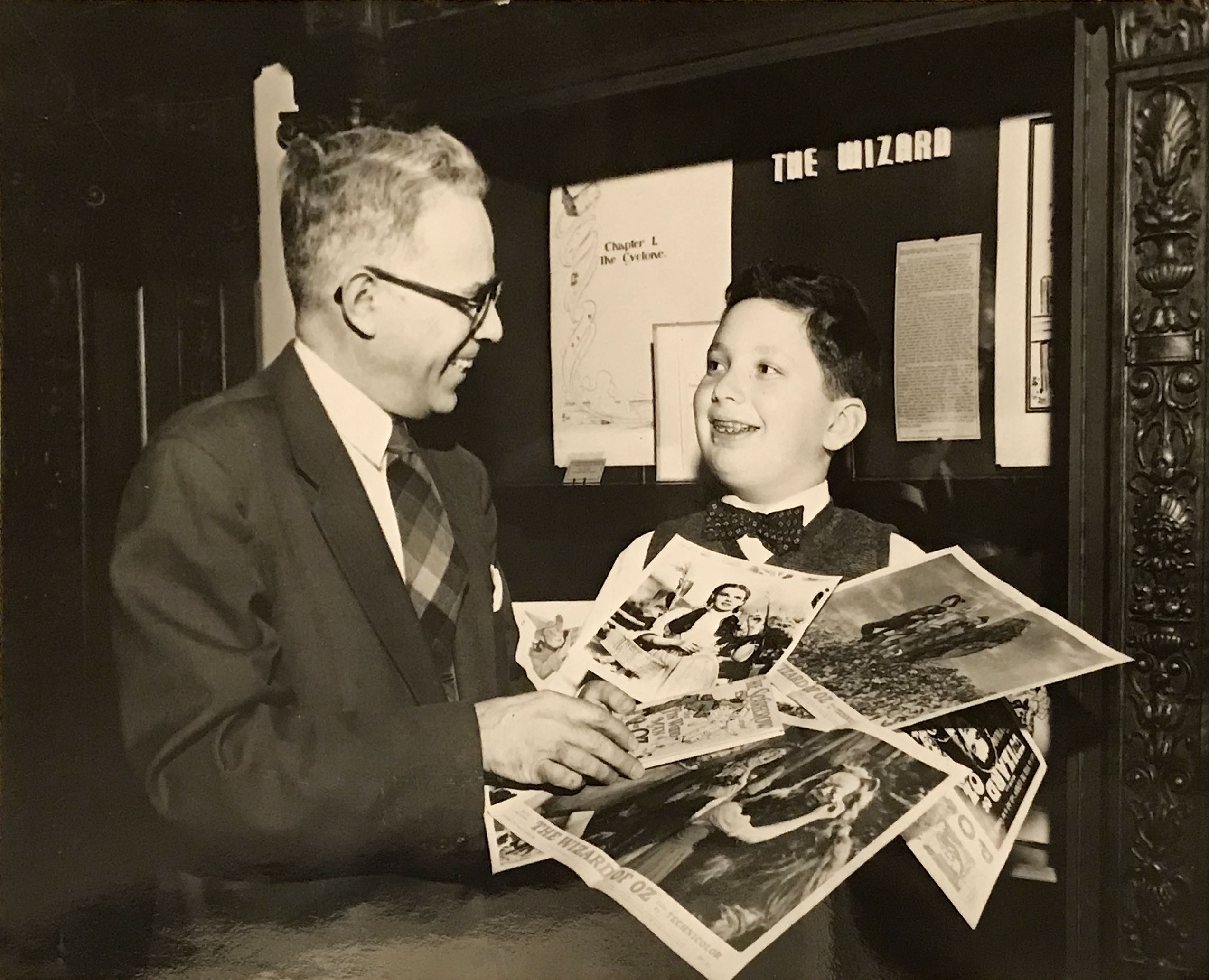
تصویری از دانشگاه کلمبیا در سده بیستم میلادی

واژه «دانشگاه» از نظر کلامی ممکن است به یک مرحله در زندگی فرد گفته شود: «وقتی دانشگاه می‌رفتم…»؛ در ایالات متحده و ایرلند اغلب از واژه «کالج» به جای دانشگاه استفاده می‌شود: «وقتی کالج می‌رفتم…». (برای اطلاعات بیشتر به مقاله کالج، تفاوت کاربرد در آمریکا و بریتانیا مراجعه کنید)
در استرالیا و نیوزلند واژه دانشگاه را به اختصار «یونی» (uni) می‌گویند که اخیراً در میان جوانان بریتانیایی هم متداول شده‌است. در نیوزلند و آفریقای جنوبی نیز از لفظ «ورسیتی» (varsiry) استفاده می‌شود که در قرن ۱۹ در انگلستان رایج بوده‌است.
امروزه در ایالات متحده عموماً از واژه «دانشگاه» برای اشاره به موسسه‌ای استفاده می‌شود که از چند دانشکده برخوردار است و طیف گسترده‌ای از مدارک تحصیلی عالی را به دانشجویان می‌دهد (حتی اگر فاقد برنامه‌های تحصیلی در مقطع دکترا باشد) و موسسات کوچکتر که مدارک کارشناسی و کاردانی اعطا می‌کنند، «کالج» نامیده می‌شوند. (به کالج‌های عمومی مراجعه کنید). با این وجود برخی دانشگاه‌های قدیمی تر آمریکا مانند بوستون کالج، دارتموث کالج و کالج ویلیام و مری بنا به دلایل تاریخی لفظ کالج را بر روی نام خود حفظ کرده‌اند، اگر چه مدارک دانشگاهی عالی متعددی اعطا می‌کنند.
از سوی دیگر بسیاری از کالج‌های کوچکتر وجود دارند که صرف نظر از محدودیت‌های برنامه و مدارک تحصیلی قابل عرضه خود، خود را «دانشگاه» معرفی می‌کنند. طبقه‌بندی کارنگی، موسسات دانشگاهی و کالج‌های ایالات متحده را بر اساس آمار مدارک عرضه شده توسط آن‌ها متمایز می‌سازد. این طبقه‌بندی‌ها عبارتند از: I (دکترا)، IIA (کارشناسی ارشد)، IIB (کارشناسی)، III (موسسات دوساله با رتبه آکادمیک)، IV (موسسات دوساله بدون رتبه آکادمیک). یک دانشگاه «واقعی» موسسه‌ای است که در طبقه‌بندی‌های I یا IIA قرار می‌گیرد.

## محتوای دانشگاهی

### تدریس
تدریس دانشگاهی به‌ویژه در رشته‌ها و دانشهای انسانی و اجتماعی گریزناپذیر بر بنیان و جهت‌گیری فکری، ارزشی و اخلاقی ویژه‌ای استوار است. معلمی‌کردن و تدریس در دانشگاه نیازمند «یادگیری دانش» و «یادگیری زندگی» اسـت. در علوم انسانی ایـن دو درهم تنیده‌اند. در نتیجه تدریس دانشگاهی نیازمنـد بنیان‌ها و «جهت‌گیری‌های معرفتی» و هم هنگام «جهت‌گیری‌های اخلاقی» است.

### کتب
از عواملی که در انتخاب یک کتاب به عنوان منبع درسی دانشگاهی باید مدنظر قرار گیرد علاوه بر حداقل بودن اشتباهات و نواقص علمی، وجود بار علمی و ارائه راهبردهای حل مسائل واقعی و زمینه‌های پژوهشی جدید و ایجاد پرسش و انگیزه تحقیق است.

## آموزش علوم طبیعی دانشگاه‌های اروپا

### فرانسه
تا انقلاب کبیر ۱۷۸۹، در دبیرستان‌ها و آموزشگاه‌های عالی علوم طبیعی رونق چندانی نداشتند و زبان لاتین مهم‌ترین مادهٔ درسی آن زمان بود. پس از انقلاب، علوم طبیعی نیز در برنامهٔ درسی دانشگاه‌ها منظور شد و، در نتیجه، کشمکشی بین محافظه‌کارانِ طرفدار زبان و ادبیات یونان و روم از یک‌سو و هواخواهان علوم طبیعی از سوی‌دیگر درگرفت تا سرانجام در ۱۸۵۲ برنامهٔ دبیرستان به دو شعبهٔ ادبی و علمی تقسیم شد و به‌ظاهر تعادلی بین دو گروه حاصل شد.

### انگلستان
در انگلستان تا اواخر سدهٔ نوزدهم در دانشگاه‌های کهن کمبریج و آکسفورد تدریس علوم طبیعی اهمیتی نیافت و با تجربه و آزمایشگاه همراه نشد، ولی در دانشگاه‌های تازه‌تأسیسی چون بیرمنگام و منچستر و لیورپول و لندن پیشرفت بسیار داشت. در آموزشگاه‌های موسوم‌به «آموزشگاه همگانی» نیز به فرهنگ باستانی یونان و روم علاقهٔ بسیار داشتند و، در نتیجه، به علوم طبیعی توجهی نمی‌کردند تا اینکه در نتیجهٔ اقدامات جرج کمب و دیگران از نیمهٔ قرن نوزدهم علوم طبیعی را وارد برنامهٔ درسی کردند و در ۱۸۵۶ «آموزشگاه همگانی وینچستر» آغاز به آموزش آن نمود و دیگر آموزشگاه‌های همگانی از آن پیروی کردند. در ۱۸۵۷ اعانه و کمک‌هایی برای دبیرستان‌هایی که علوم فیزیک و شیمی و جانورشناسی و گیاه‌شناسی و زمین‌شناسی و کان‌شناسی را می‌آموختند منظور گردید.

### آلمان
گرچه در دانشگاه‌های آلمان تدریس علوم طبیعی (شیمی و فیزیک و زیست و زمین‌شناسی) از سدهٔ هجدهم میلادی آغاز شد، تا نیمهٔ قرن نوزدهم روش تجربی و آموختن از طریق آزمایش رواج نداشت.